# Турубарова, Валентина Кузьминична
Валентина Кузьминична Турубарова (1919, Таганрог — 22 февраля 1943, Таганрог) — член таганрогской антифашистской организации.

## Биография
Родилась в Таганроге, в семье рыбака.
До войны работала конструктором на таганрогском авиационном заводе № 31 им. Димитрова.
Входила в группу таганрогского подполья, руководимую братом, Петром Турубаровым. Распространяла листовки, собирала оружие, снабжала подпольщиков бутылками с горючей смесью для уничтожения военной техники.
В 1965 году посмертно награждена орденом Красной Звезды.

## Память
- В честь героически погибших подпольщиков Валентины, Петра и Раисы Турубаровых в Таганроге названа улица Турубаровых, расположенная между улицей Москатова и Средним переулком[1].
- В 1973 году в Таганроге в память о подвиге юных подпольщиков в Спартаковском переулке, напротив Чеховской гимназии, был открыт памятник «Клятва юности» (скульпт. Владимир и Валентина Грачёвы)[3][4].